# Хайек, Николас
Николас Георг Хайек (нем. Nicolas George Hayek; 19 февраля 1928 года, Бейрут, Ливан — 28 июня 2010 года, Биль, Швейцария) — швейцарский предприниматель ливанского происхождения; один из основателей компании «Swatch».

## Биография
Николас Джордж Хайек родился в Бейруте в семье ливанки Линды Хайек (урождённой Тамер, англ. Linda Tamer) и имевшего двойное ливанско-американское гражданство Джорджа Николаса Хайека.
По образованию инженер-металлург.
В 1949 году семья переехала из Франции в Швейцарию.
В 1951 году Николас женился на Марианне Мецгер (нем. Marianne Mezger). В семье родились сын Георг Николас (Ник) Хайек-мл. и дочь Найла Хайек (нем. Nayla Hayek).
В 1964 году Николас Хайек получил швейцарское гражданство.
В 1963 году основал фирму «Hayek Engineering», предоставлявшую услуги в области слияний и поглощений.
Когда в 1982 году его компанию наняли для оценки положения двух крупнейших часовых компаний Швейцарии — ASUAG и SSIH (владевших, среди прочего, брендами Omega, Tissot, Rado, Longines), — Николас Хайек предложил кредиторам выкупить у них 51 % акций компаний, а после согласия реструктурировал работу компаний, открыв ещё один бренд — Swatch. Впоследствии им были выкуплены и другие часовые фабрики, включая бренды Breguet и Blancpain.
Активно занимался разработкой альтернативных двигателей и солнечных батарей.
Хайек был антиглобалистом. Во время войны в Ираке[когда?] отказался поставлять чипы для американских ракет.
В 2003 году передал пост главы компании Swatch сыну — Нику Хайеку, а сам остался председателем совета директоров и руководителем фирмы Breguet.
В 2009 году возглавил также Jaquet Droz.
Николас Хайек скоропостижно скончался на рабочем месте вечером 28 июня 2010 года от сердечного приступа.
После смерти Николаса Хайека его дочь Найла возглавила Tiffany, а внук Марк — Blancpain и Breguet.

## Награды и признание
В 1996 году Николасу Хайеку была присвоена почётная степень доктора honoris causa по праву и экономике швейцарского Университета Нёвшателя (Нёвшатель), а в июне 1998 года — Болонского университета.